# Río Montsant
El río Montsant es el principal afluente del Río Siurana, nace en el término municipal de ulldemolins. Discurre a través del congost del fraguerau hasta el pantano de margalef, en la parte norte del macizo del montsant después desemboca en el siurana en el municipio del lloar

## Historia
El río Montsant ha sido y és utilizado para el riego de los cultivos autóctonos y antiguamente se construyeron numerosos molinos y además se construyeron sobre el dos puentes medievales, el de Cabacés y el de Vilella Baixa.
También fue hogar de numerosas colonias de nutrias, que desaparecieron tras la construcción del Pantano de Margalef.

## Poblaciones que recorre

La cuenca hidrográfica del Siurana.

- Ulldemolins.
- Margalef.
- Cabacés.
- .la vilella baixa
- El lloar

## Principales afluentes
- Barranco de los Segalassos
- Barranco de los Enllosats
- Barranco de Pèlags
- Barranco de las Ganyes
- Riachuelo del Teix
- Riachuelo de Scaladei